# Karl Wolf

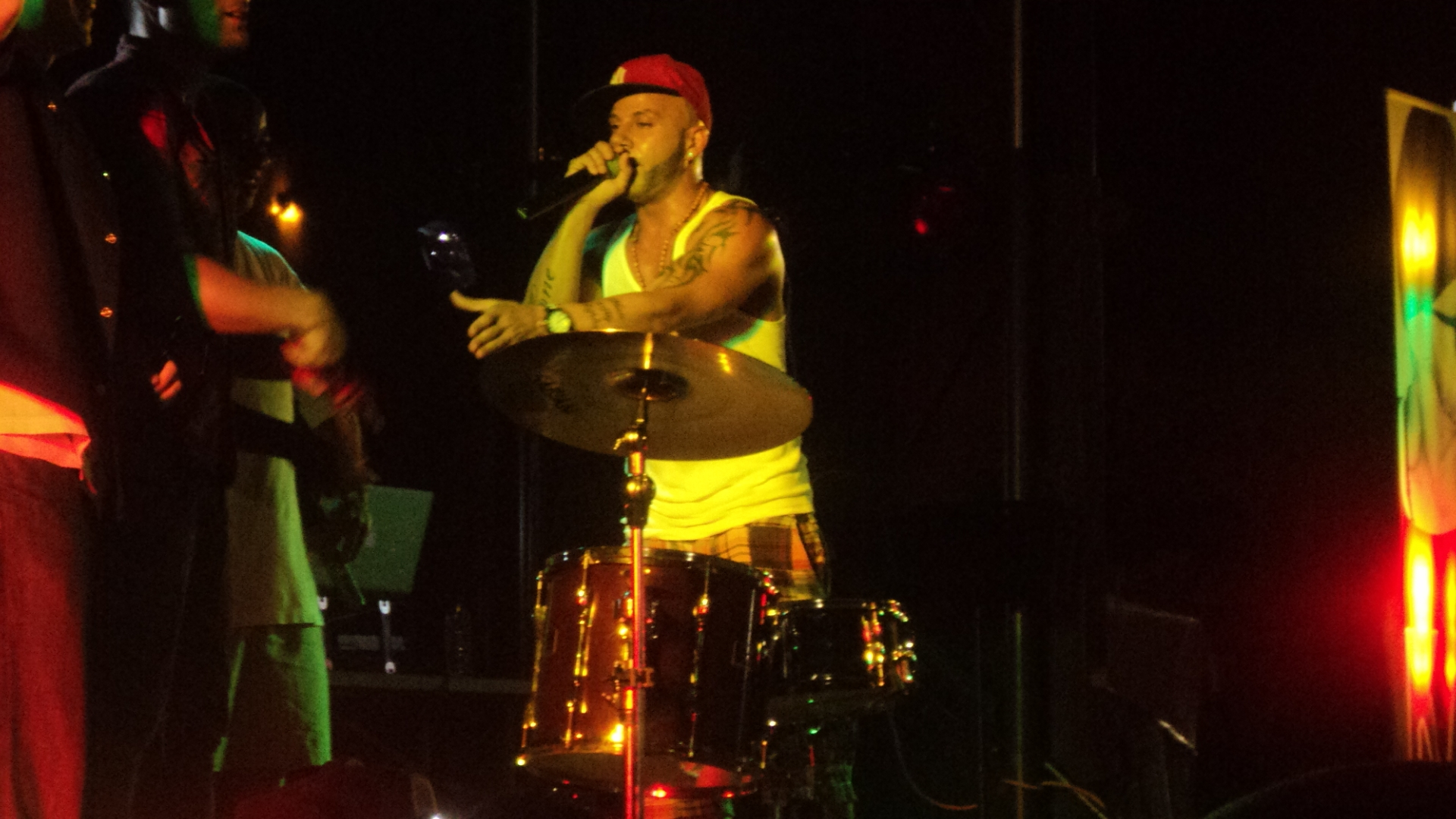
Karl Wolf à Montréal en juin 2011.

Carl Abou Samah, plus connu par son nom de scène Karl Wolf, est un auteur-compositeur-interprète, producteur et musicien libano-canadien, né à Beyrouth (Liban) le 18 avril 1979 et basé à Montréal (Québec). Il commence sa carrière au début des années 2000 dans l'industrie comme producteur et compositeur. Par la suite, il deviendra chanteur pour le groupe canadien Sky (en) avant d'entreprendre une carrière solo. En 2009, sa chanson « Africa » le propulse au rang de sensation internationale. Au cours de sa carrière, il vend plus d'un million d'albums à travers le monde.

## Biographie
Né à Beyrouth d'une famille qui fuit la guerre civile, il est déménage avec ses parents qui trouvent refuge à Dubaï aux Émirats arabes unis. À 16 ans, il quitte pour le Canada & s'installe à Montréal.

## Carrière

### Débuts (2001-2004)
Wolf débute comme producteur et compositeur pour Gabrielle Destroismaisons qui lui écrit deux chansons qui atteindront le #1 du Palmarès BDS Francophone au Québec également sera récompensé d'un prix Félix donc "prise de son et mixage de l'année" pour l'album Et Cetera... de cette dernière. Son travail avec Destroismaisons attire l'attention d'Antoine Sicotte, membre d'un groupe anglophone montréalais nommé Sky qui le recrute en tant que compositeur pour en faire finalement le chanteur principal de la formation en 2002. L'année suivante le groupe sort l'album Picture Perfect qui remporte un gros succès au Canada, avant la dissolution de la formation deux ans plus tard.  
En 2003 et 2004, il participe au succès de deux albums de la télé-réalité Star Académie donc le premier album inclut la chanson "Je vais changer le monde", écrite et récompensée à la SOCAN comme l'une des "chansons québécoises francophones les plus jouée à la radio".

### Carrière solo (2005-présent)
Après avoir été au sein de Sky, Wolf entreprend une carrière solo et lance l'album Face Behind the Face en 2006 qui a produit, composé et enregistré lui-même. Les singles "Butterflies", "Desensitize" et "Referee" se classeront au Canadian Hot 100 la même année. L'année suivante, l'album obtient une nomination au Juno Awards pour "enregistrement R&B/soul de l'année".
En 2007 paraît l'album Bite the Bullet sous le label EMI et deux ans plus tard avec LW Records. Trois singles seront tiré de cet album "She Wants to Know", "Carrera" et "Africa" (reprise du groupe américain Toto) donc son plus grand succès à ce jour. Entre 2008 et 2009, "Africa" devient un succès international en se classant dans le top 20 de plusieurs pays donc le Canada, l'Europe et le Japon. La même année, il participe à un concert avec Akon et Ludacris en l'honore de l'ouverture de MTV Arabia de plus le vidéoclip de "Africa" sera le premier diffusé sur les ondes.

En 2009 est lancé l'album Nightlife qui contient le single "Yalla Habibi" qui signifie en arabe "allons-y": 
Ce doit être la première chanson avec un titre arabe à atteindre le Top 40 au Canada. Cela me fait plaisir de penser aux enfants arabes qui voient cela, et qui disent: «C'est la langue que nous utilisons à la maison et à la radio et à la télévision.» Cela peut leur donner de l'espoir pour leur avenir au Canada.
Également le magazine Arabian Business le classe parmi les 100 personnalités arabes de l'année.
En 2010, Karl Wolf change de label passant d'EMI à Universal Republic. L'année suivante, il renégocie en signant avec Universal Music Canada.
En 2012, il lance l'album Finally Free contenant les singles "Ghetto Love" (avec le rappeur canadien Kardinal Offishall) et "Mash It Up" (avec le groupe américain Three 6 Mafia). Karl Wolf mise également sur de nouveaux genres comme la musique électronique et le hip-hop. Malgré un changement de label, l'album est publié par EMI sous licence exclusive au Japon et au Moyen-Orient. 

En 2014 paraît son cinquième album Stereotype qui inclut les singles à succès "Magic Hotel", "Summertime" et  "Go Your Own Way" (adaptée de la chanson du même titre du groupe anglo-américain Fleetwood Mac). Lancé l'année précédente, la chanson "Go Your Own Way" est accompagné d'un vidéoclip supporté par Ford Moyen Orient où il conduira pour quelques séquances une Mustang type Shelby Cobra.
Nous sommes très heureux de soutenir ce vidéoclip de qualité mondiale. - Paul Anderson, directeur de marketing chez Ford Moyen Orient 
L'année suivante, paraît l'album WOW  qui inclut les singles "Toronto Love" et "Not Over Me Yet". La même année, il forme le groupe BAE (l’abréviation de Be All Equal).
En 2016, il lance le mini album The Export, Vol.1 incluant le seul single à succès "Amateur at Love".
En 2017, il lance les singles "Wherever You Go", "Secret" & "Illusion".
En 2018, il est parmi les invités à la conférence UNIS qui a lieu au Théâtre Saint-Denis. Également, il lance l'album Blacklight: The Export, Vol.2 incluant les singles "Way Low" et "Pushy" aussi collabore avec DJ Antoine en compagnie de Fito Blanko sur l’hymne de l'équipe suisse pour la coupe du monde de football donc "Ole Ole".  
En 2019, il lance le single "Yes" avec comme collaborateur Super Sako et Fito Blanko.   
En 2020, il fait paraitre les singles "City of Lies" et "Wolf in the Night".   

## Autre

### Affaire
Depuis sa carrière solo, Karl Wolf possède LW Entertainment qui réunit :
- le label LW Records ;
- le studio d'enregistrement LW standing for Lone Wolf ;
- l'agence artistique Lone Wolf Management, en partie gérée par son agent Pascal Malkoun.

Wolf a été producteur pour de nombreux artistes dont la plupart sont québécois comme Gabrielle Destroismaisons, Émily Bégin, Mitsou Gélinas et plusieurs autres.
En 2015, il forme le groupe BAE (Be All Equal).

#### Version sur l'industrie
Lors d'une entrevue, Wolf parle de la transformation de l’industrie de la musique au cours de carrière. Il explique qu'avant le boom des réseaux sociaux, son vidéoclip Africa a été un point tournant dans sa carrière et a changé sa version de la musique car les gens pouvaient partager le contenu.
Je pense toutefois qu'il est clair, nous avons aujourd'hui des plateformes numériques payantes comme Spotify et Apple Music, ainsi que les sites traditionnels iTunes et d'autres sites d'achat de musique. Mais de pensée que la technologie peut être arrêtée ou retenue au lieu d'être encouragée, tout ce que nous avons à faire est de trouver des solutions intelligentes pour surmonter les impasses. Mais je ne pouvais pas prédire où cela nous mènerait, j'ai participé aux discussions à ses débuts, mais dans le domaine des affaires, la technologie a également influé sur la façon dont nous créons la musique, des studios portables internes à la reproduction d'instruments vivants avec des synthés et des applications. Tous les outils que nous avons à notre disposition, maintenant nous comptons tous sur la technologie dans ce jeu, même si cela nous a facilité certaines choses. C'est la beauté de l'industrie de la musique, c'est savoir qu'il n'y a pas de règles et tant que vous faites des trucs super et de la compétition, il y aura toujours un moyen pour vous démarquer et de vous épanouir avec.

### Lauréats
- Canadian Radio Music Awards

2010: révélation solo ou groupe hot A/C de l'année - "Africa"
- Canadian Urban Music Awards

2013: artiste de l'année
- CUT Hip Hop Awards

2017: album R&B de l'année - The Export, Vol.1
- Gala de l'ADISQ

2001: prise de son et mixage de l'année - Et Cetera... (Gabrielle Destroismaisons)
- Gala SOBA

2010: artiste/groupe R&B anglophone de l'année
2010: chanson anglophone de l'année - "Africa" 
- MTV Europe Music Awards

2008: meilleur artiste arabe
- Prix de la SOCAN

2004: chansons québécoises francophones les plus jouée à la radio - "Je Vais Changer le Monde" (Star Académie)
2010: prix musique urbaine - "Africa" 
2010: chanson anglophone de l'année - "Africa" 
2012: chanson anglophone de l'année - "Hurling"
2013: chanson anglophone de l'année - "Mash It Up"

### Nominations
- Canadian Radio Music Awards

2010: révélation solo ou groupe A/C mainstream de l'année - "Africa" 
2010: prix choix du public
- iHeartRadio MuchMusic Video Awards

2009: vidéoclip pop de l'année - "Africa"
2009: nouvel artiste/groupe favori
- Juno Awards

2007: enregistrement R&B/soul de l'année - Face Behind the Face
2011: enregistrement R&B/soul de l'année - Nightlife
2012: enregistrement R&B/soul de l'année - "Ghetto Love"

## Discographie

### Albums studios
- 2006 : Face Behind the Face
- 2007 : Bite the Bullet
- 2009 : Nightlife
- 2012 : Finally Free
- 2014 : Stereotype
- 2015 : WOW
- 2016 : The Export, Vol.1
- 2018 : Blacklight: The Export, Vol.2
- 2021 : 2AM Vibe

### Compilation
- 2017 : The Best of Karl Wolf[11]

### Singles
| Année | Titre                                       | Can. Hot 100 | Certication    | Album                         |
| ----- | ------------------------------------------- | ------------ | -------------- | ----------------------------- |
| 2006  | Butterflies                                 |              |                | Face Behind the Face          |
| 2006  | Desensitize                                 |              |                | Face Behind the Face          |
| 2006  | Referee                                     |              |                | Face Behind the Face          |
| 2007  | She Wants to Know                           |              |                | Bite the Bullet               |
| 2008  | Africa (avec Culture)                       | 2            | MC: 3x platine | Bite the Bullet               |
| 2009  | Carrera                                     | 39           | MC: or         | Bite the Bullet               |
| 2009  | Yalla Habibi (avec Rime & Kaz Money)        | 24           | MC: or         | Nightlife                     |
| 2010  | Hurting (avec Sway)                         | 55           |                | Nightlife                     |
| 2010  | 80's Baby                                   |              |                | Nightlife                     |
| 2011  | Ghetto Love (avec Kardinal Offishall)       | 20           | MC: or         | Finally Free                  |
| 2011  | Mash It Up (avec Three 6 Mafia)             | 28           | MC: or         | Finally Free                  |
| 2012  | DJ Gonna Save Us (avec Mr. OxXx)            | 58           |                | Finally Free                  |
| 2013  | Number One (avec Demarco)                   |              |                | single seulement              |
| 2013  | Go Your Own Way                             |              |                | Stereotype                    |
| 2014  | Magic Hotel (avec Timbaland & B K Brasco)   | 75           |                | Stereotype                    |
| 2014  | Summertime                                  |              |                | Stereotype                    |
| 2014  | Let's Get Rowdy (avec Fatman Scoop)         |              |                | Stereotype                    |
| 2015  | Not Over Me Yet (avec MasterTrak)           |              |                | WOW                           |
| 2015  | Toronto Love                                |              |                | WOW                           |
| 2016  | Amateur at Love                             | 100          | MC: or         | The Export, Vol. 1            |
| 2017  | Wherever You Go                             |              |                | Blacklight: The Export, Vol.2 |
| 2017  | Secret                                      |              |                | Blacklight: The Export, Vol.2 |
| 2017  | Illusion                                    |              |                | Blacklight: The Export, Vol.2 |
| 2018  | Way Low                                     |              |                | Blacklight: The Export, Vol.2 |
| 2018  | Pushy (avec Pressa)                         |              |                | Blacklight: The Export, Vol.2 |
| 2019  | Yes (avec Super Sako et Fito Blanko)        |              |                | single seulement              |
| 2020  | City of Lies                                |              |                | 2AM Vibe                      |
| 2020  | Wolf in the Night (avec Kardinal Offishall) |              |                | 2AM Vibe                      |
| 2020  | Get Away                                    |              |                | 2AM Vibe                      |

#### Autre singles
| Année | Titre                             | Album                |
| ----- | --------------------------------- | -------------------- |
| 2007  | Hollow Girl (avec Striger)        | Face Behind the Face |
| 2007  | Make Me Wonder (avec Chopovski)   | Bite the Bullet      |
| 2008  | Like This (avec Sandman)          | Bite the Bullet      |
| 2009  | Maniac Maniac (avec Culture)      | Nightlife            |
| 2009  | You Forgot About Me (avec Imposs) | Nightlife            |
| 2009  | No Way Nobody (avec Loon)         | Nightlife            |
| 2011  | Tell Me (avec Nirvana Savoury)    | Finally Free         |
| 2012  | Crazy4U (avec Mohombi)            | Finally Free         |

#### Collaborations
| Année | Titre                   | Artiste                      | Can. Hot 100 | Album            |
| ----- | ----------------------- | ---------------------------- | ------------ | ---------------- |
| 2006  | Get Down                | Malik Shaheed                |              | Franglais        |
| 2006  | Weekend                 | Choclair                     |              | Flagship         |
| 2008  | Crazy Girl              | Taio Cruz                    |              |                  |
| 2011  | Kol Hayati              | Diana Haddad                 |              | Bent Osot        |
| 2011  | Yalla Asia              | Jay Sean & Radhika Vekaria   |              |                  |
| 2011  | All Wrong               | Marc Mysterio & Jamie Sparks |              |                  |
| 2012  | Si Jeune                | Jacob                        |              | Si Jeune         |
| 2012  | #1 Fan                  | Peter Jackson                |              | Fresh Start      |
| 2012  | Awel Mara Atgara        | Sandy                        |              |                  |
| 2012  | Turn It Up              | Kardinal Offishall           | 32           |                  |
| 2012  | Frente A Frente         | DJ Ricky Campanelli          |              | Modestia Aparte  |
| 2012  | Everything Is All Wrong | Marc Mysterio & Dhany        |              |                  |
| 2013  | Unbreakable             | DJ Antoine                   |              | Sky Is The Limit |
| 2013  | Fire                    | David Obegi                  | 5            | Another World    |
| 2013  | Stick Up                | Shawn Desman                 |              | single seulement |
| 2014  | All Night Long          | Choclair & Classifield       |              | single seulement |
| 2014  | Incredible              | Jaden Chase                  |              | single seulement |
| 2015  | Beat Again              | Project 46                   |              | Beautiful        |
| 2016  | Regular Guy             | Maverick Judson              |              | single seulement |
| 2018  | North Over Everything   | Peter Jackson                |              | single seulement |
| 2018  | Ole Ole                 | DJ Antoine                   |              | single seulement |